# Ninnghizhidda
Ninnghizhidda war eine deutsche Dark-Metal-Band aus Recklinghausen, die von 1997 bis 2003 aktiv war.

## Bandgeschichte
1997 gründeten Patrick Kalla (Gesang, Gitarre, Bass) von Eternal Dirge und Tsatthoggua, Sascha Risseler (Keyboard) von Eternal Dirge und Rene Bogdanski (Gitarre) von Crestfallen die Gruppe Ninnghizhidda. Der Name basiert auf H. P. Lovecrafts Cthulhu-Mythos und bezeichnet dort eine schlangenförmige Gottheit. Mit einem Schlagzeuger mit dem Pseudonym „Kerberos“ arbeitete man an den ersten Liedern, die auf dem  Demo The Horned Serpent (1997) veröffentlicht wurden. Nachdem diverse Angebote von deutschen Independent-Labeln vorlagen, entschloss man sich bei Invasion Records zu unterschreiben.
Während der Arbeiten am Debütalbum Blasphemy stieg Kerberos aus, so dass für einen Teil der Lieder der befreundete Schlagzeuger Lightning Bolt von Tsatthoggua angeworben wurde. Kurz vor einer Tournee konnte schließlich ein Session-Schlagzeuger gefunden werden, der jedoch bereits wenige Monate später durch Kreator-Drummer Jürgen „Ventor“ Reil ersetzt wurde. Mit Zagan (Black Messiah) stieg ein neuer Bassist/Sänger ein. Als Invasion Records 1998 pleiteging, brachte man die selbstfinanzierte EP Mistress of the Night heraus, die ihnen einen Plattenvertrag mit Displeased Records einbrachte. Ninnghizhidda war außerdem auf dem siebten Unerhört-Sampler des Rock-Hard-Magazins vertreten.
Kurz darauf zerbrach die Besetzung wieder, so dass für das 2002er Album Demigod Patrick Kalla und Rene Bogdanksi von Sascha George (Keyboard) und Markus Aust unterstützt wurden. Das Album wurde unter anderem vom Rock-Hard-Magazin positiv bewertet.
2003 löste sich die Gruppe auf Grund von persönlichen Problemen auf, ihr Debütalbum wurde im selben Jahr auf Displeased Records wiederveröffentlicht.
Sascha George schloss sich Insignium an, während Sascha Risseler später bei der Gothic-Metal-Band Stormgarde aktiv. Rene Bogdanski ist zusammen mit Björn Gooßes von Night in Gales seit 2004 Teil der Gruppe The Very End.

## Musikstil
Ninnghizhidda bedienten sich eines Stils, der heute als Dark Metal bezeichnet wird. Im Rahmen des in den 1990ern aktuellen Black-Metal-Booms wurde die Gruppe von Invasion Records als Black-Metal-Band vermarktet. Tatsächlich ist die Gruppe eher am Death Metal orientiert, hat aber durch den hohen Keyboard-Einsatz einige Verbindungen zum Symphonic Black Metal. Die Band selbst bezeichnete ihren Musikstil als Extreme Metal. Die Texte sind antireligiös geprägt und handeln „von dunklen Begierden, Versuchungen und der fleischlichen Lust auf einer Art dämonischen, abgründigen Ebene“.

## Diskografie
- 1997: The Horned Serpent (EP, Eigenveröffentlichung)
- 1998: Blasphemy (Album, Invasion Records)
- 1999: Mistress of the Night (EP, Eigenveröffentlichung)
- 2002: Demigod (Album, Displeased Records)